# New Grand Chain
New Grand Chain é uma vila localizada no estado americano de Illinois, no Condado de Pulaski.

## Demografia
Segundo o censo americano de 2000, a sua população era de 233 habitantes.
Em 2006, foi estimada uma população de 216, um decréscimo de 17 (-7.3%).

## Geografia
De acordo com o United States Census Bureau tem uma área de
2,7 km², dos quais 2,7 km² cobertos por terra e 0,0 km² cobertos por água.

## Localidades na vizinhança
O diagrama seguinte representa as localidades num raio de 16 km ao redor de New Grand Chain.